# Kamera lens
Kamera lens este un organism unicelular flagelat și este singura specie din genul Kamera. Deși specia este cunoscută de mult timp, este puțin studiată. Poziția taxonomică în cadrul eucariotelor nu e cunoscută.

## Anatomie, nutriție și reproducere
Kamera lens este un organism neparazit, înotător și heterotrofic. Celula este mică (în medie 6-7 × 2,5 μm) și în formă de ou. Baza celor două flagele lungi este sub vârf (sunt subapicale). Există un singur nucleu. Caracteristicile ultrastructurale nu sunt cunoscute.
Kamera lens are un stil de viață saprofit și se poate găsi în infuziile de fân. William Saville Kent a văzut mase de spori ai săi în 1880.

## Taxonomie și istorie
Prima descriere validă (sub numele de „Monas lens”) a fost publicată de Otto Friedrich Müller în 1773. În 1880, William Saville Kent a plasat specia în genul Heteromita.  Edwin Klebs a mutat-o în genul Bodo în 1892, dar acest lucru nu a fost acceptat de H. M. Woodcock, care a renumit specia ca „Heteromastix lens”, singură într-un gen, în 1916. Descrierea lui prea scurtă a fost actualizată în 1991 de către David J. Patterson și Michael Zölffel, care au denumit genul „Kamera”, ca un joc de cuvinte cu numele specific lens. Cum nu există date ultrastructurale sau moleculare, poziția speciei este neclară, așa că este plasată ca incertae sedis în domeniul Eukaryota.